# 旧北陸線トンネル群

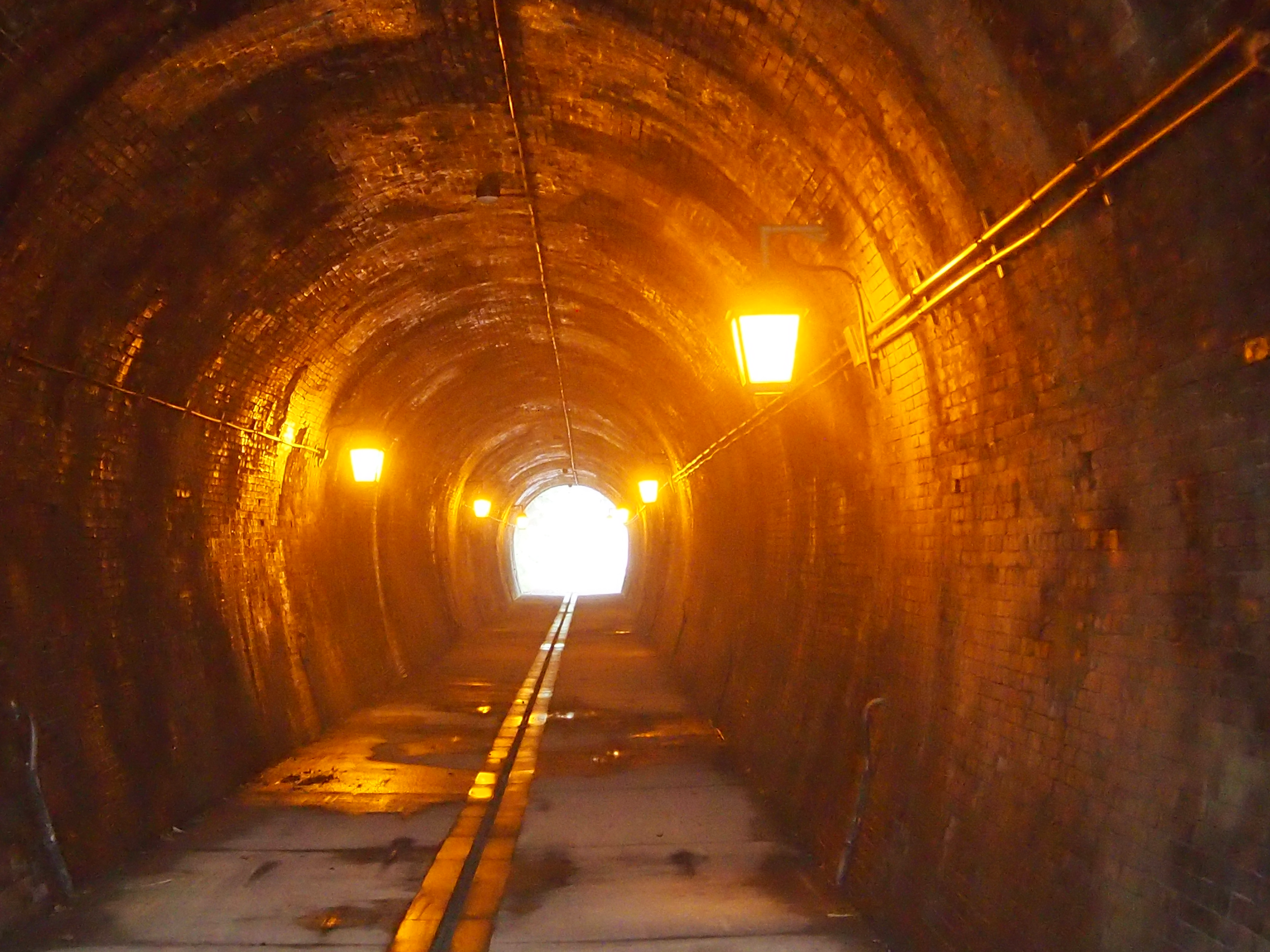
樫曲トンネル、現在は歩道になっている。

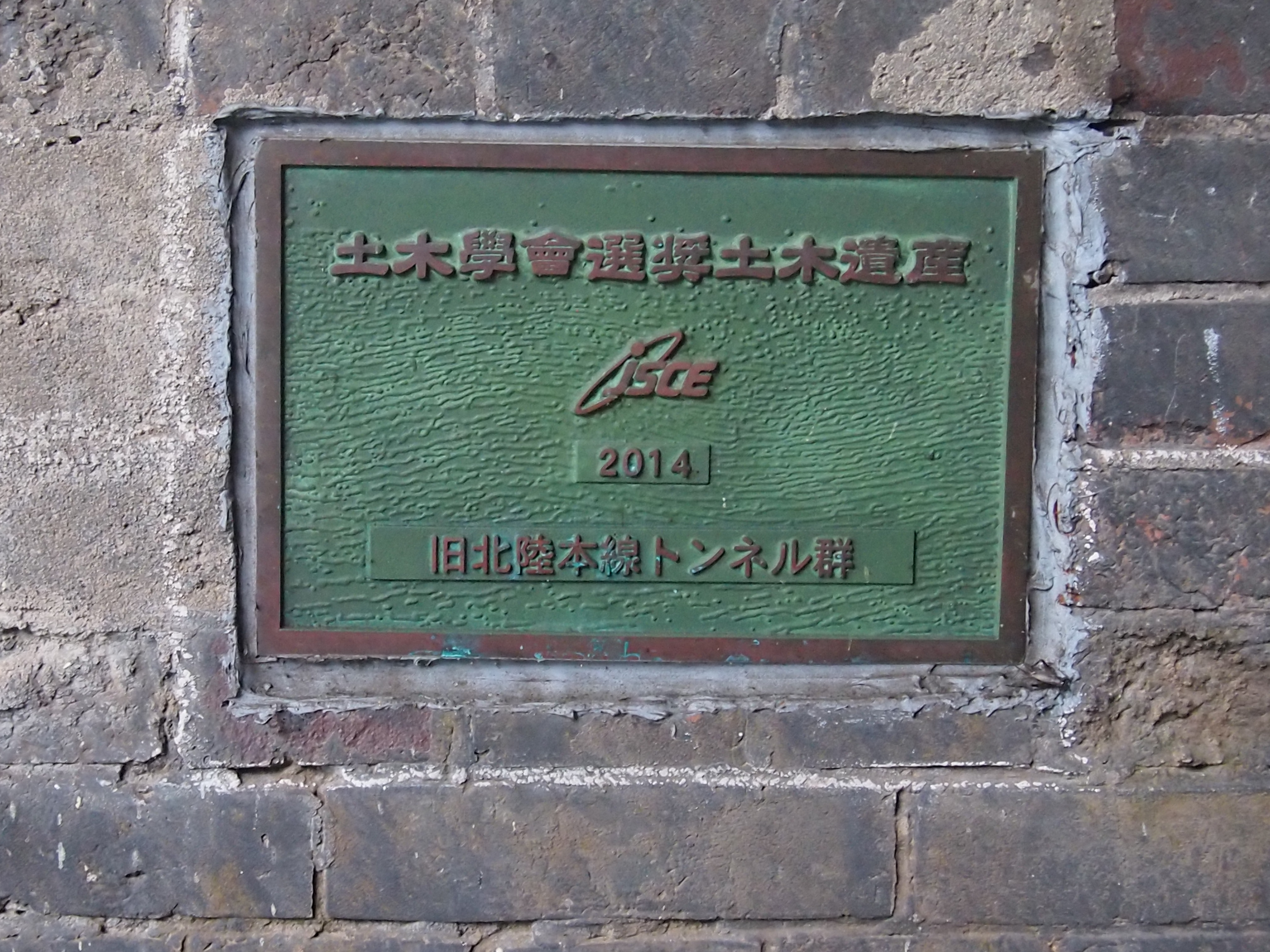
樫曲トンネルの選奨土木遺産プレート

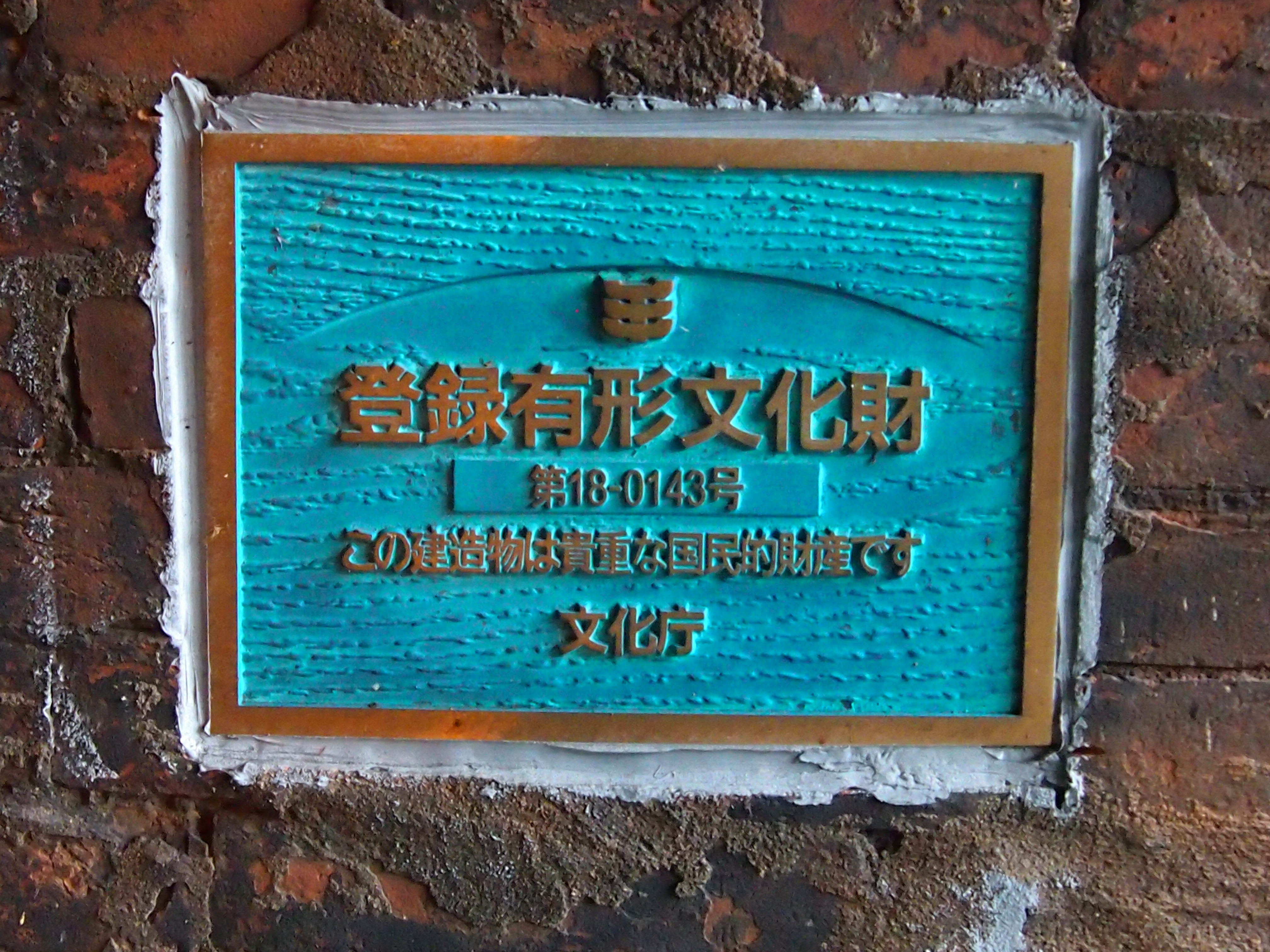
樫曲トンネルの登録有形文化財プレート

旧北陸線トンネル群（きゅうほくりくせんトンネルぐん）とは、福井県敦賀市、南越前町にある旧北陸本線の隧道（トンネル）を中心とした、鉄道遺構群である。明治時代に敷設され、1962年（昭和37年）の北陸トンネル開通まで鉄道路線として使用された。その後は自動車道路に転用され、国道476号、県道207号となったが、列車運行当時の遺構が随所に残っている。21世紀になって近代化遺産として評価され、土木学会の選奨土木遺産に選定、また国の登録有形文化財に登録されている。なお、選奨土木遺産では名称は「旧北陸本線トンネル群」である。

## 概要
旧北陸本線は、1893年 - 1896年（明治26年 - 29年）の工期を経て、敦賀駅・福井駅間が開業した。その区間には、古代からの交通の難所である木ノ芽峠があり、13もの隧道を建設することで、鉄道を敷設した。現在も11の隧道が残っている。隧道以外にも、険しい山地を通るため、築堤、橋梁、暗渠などの土木構造物、急勾配を通過させるためのスイッチバック施設も残る。また昭和期の建設であるが、国内で最初期のロックシェッドも見られる。

## 鉄道遺構
2016年（平成28年）2月に国の登録有形文化財となった建造物は、以下の13件である。
- 樫曲（かしまがり）トンネル:北緯35度39分45.4秒 東経136度6分22.7秒 / 北緯35.662611度 東経136.106306度
  - 延長：87m、所在地：敦賀市樫曲、建築年：1893年（明治26年）

- 葉原（はばら）トンネル:北緯35度42分48.8秒 東経136度6分48.0秒 / 北緯35.713556度 東経136.113333度
  - 979m、敦賀市葉原～阿曽、1896年（明治29年）

- 鮒ヶ谷（ふながや）トンネル:北緯35度43分29.2秒 東経136度6分27.0秒 / 北緯35.724778度 東経136.107500度
  - 64m、敦賀市阿曽、1895年（明治28年）頃

- 曽路地谷（そろじだに）トンネル：北緯35度43分43.1秒 東経136度6分30.1秒 / 北緯35.728639度 東経136.108361度
  - 401m、敦賀市阿曽～杉津、1895年（明治28年）頃

- 第一観音寺（だいいちかんのんじ）トンネル：北緯35度44分38.8秒 東経136度6分40.3秒 / 北緯35.744111度 東経136.111194度
  - 82m、敦賀市大比田～横浜、1894年（明治27年）

- 第二観音寺（だいにかんのんじ）トンネル:北緯35度44分48.5秒 東経136度6分39.5秒 / 北緯35.746806度 東経136.110972度
  - 310m、敦賀市大比田、1895年（明治28年）頃

- 曲谷（まがりだに）トンネル：北緯35度44分58.7秒 東経136度6分42.9秒 / 北緯35.749639度 東経136.111917度
  - 260m、敦賀市大比田、1895年（明治28年）頃

- 芦谷（あしたに）トンネル：北緯35度45分10.7秒 東経136度6分41.6秒 / 北緯35.752972度 東経136.111556度
  - 223m、敦賀市元比田～大比田、1894年（明治27年）

- 伊良谷（いらだに）トンネル：北緯35度45分26.0秒 東経136度6分40.2秒 / 北緯35.757222度 東経136.111167度
  - 467m、敦賀市元比田、1895年（明治28年）頃

- 山中（やまなか）トンネル：北緯35度45分48.4秒 東経136度7分1.3秒 / 北緯35.763444度 東経136.117028度
  - 1,170m、敦賀市元比田～南越前町山中、1896年（明治29年）

- 湯尾（ゆのお）トンネル：北緯35度47分17.6秒 東経136度11分54.1秒 / 北緯35.788222度 東経136.198361度
  - 368m、南越前町湯尾、1895年（明治28年）頃

- 罠山谷（わなやまだに）暗渠：北緯35度44分26.9秒 東経136度6分46.9秒 / 北緯35.740806度 東経136.113028度
  - 46m、敦賀市横浜、1895年（明治28年）頃
  - 鉄道の築堤下に谷川を通すための水路。旧北陸線に幾つかある中で最長規模。現在も砂防施設として機能している。

- 山中（やまなか）ロックシェッド：北緯35度46分13.5秒 東経136度7分55.5秒 / 北緯35.770417度 東経136.132083度
  - 65m、南越前町山中、1953年（昭和28年）
  - プレストレストコンクリート造の落石防護の覆い。明治期の開通以降も最新の土木技術が適用されたことを示す構造物。

2014年（平成26年）の土木学会の選奨土木遺産では、上記のうち罠山谷暗渠、山中ロックシェッド以外の11トンネル、および以下の施設が選定されている。
- 山中（やまなか）信号場スイッチバック：北緯35度46分2.4秒 東経136度7分17.7秒 / 北緯35.767333度 東経136.121583度

樫曲トンネルと新保駅跡の間には上記各トンネルと同時期に開通した獺河内トンネルがあるが、平成中頃に国道の改良工事により全体を海上コンテナ対応の2車線路へ拡張され、原形をとどめていない。
また、文化財などの指定外だが、以下の駅の遺構も残る。
- 大桐（おおぎり）駅跡：北緯35度45分46.3秒 東経136度9分20.0秒 / 北緯35.762861度 東経136.155556度

さらに、上記の「旧北陸線トンネル群」の対象から外れているが、滋賀県木ノ本駅から敦賀駅の間も、さらに古い1880年 - 1882年（明治13年 - 15年）に鉄道が敷設され、かつては旧北陸本線であった時期がある。この路線も現状は自動車道路となっているが、以下のような遺構が残っている。
- 小刀根（ことね）トンネル：北緯35度36分9.8秒 東経136度8分12.7秒 / 北緯35.602722度 東経136.136861度
  - 56m、敦賀市刀根、1881年（明治14年）
  - 敦賀市指定文化財（1996年（平成8年）指定）、土木学会選奨土木遺産（2003年（平成15年）選定）。当時の姿をとどめるトンネルでは国内では最古である。

- 柳ヶ瀬（やながせ）トンネル：北緯35度36分15.5秒 東経136度10分20.2秒 / 北緯35.604306度 東経136.172278度
  - 1,352m、敦賀市～長浜市、1884年（明治17年）
  - 建設当時は国内最長のトンネルであった。

- 中ノ郷（なかのごう）駅跡：北緯35度32分35.7秒 東経136度12分19.9秒 / 北緯35.543250度 東経136.205528度

- 疋田（ひきだ）駅跡：北緯35度36分10.4秒 東経136度5分55.0秒 / 北緯35.602889度 東経136.098611度

## 参考
- 旧北陸本線トンネル群土木学会、2014年選奨、選奨土木遺産
- 登録有形文化財（建造物）の登録について報道発表、2015年11月20日、文化庁。
- 登録有形文化財（建造物）：福井県国指定文化財等データベース、文化庁。
- 登録有形文化財（建造物）の新規登録について福井県。
- 旧北陸線トンネル群が登録文化財に広報2016年1月号、南越前町。
- 旧北陸本線トンネル群位置図福井県。
- 旧北陸線の鉄道遺産　魔のトンネルとスイッチバック伝えたいまちの遺産　南越前町。
- 旧北陸線トンネル群が国の登録有形文化財に広報2016年2月号、敦賀市。
- 柳ヶ瀬隧道土木学会、2003年選奨、選奨土木遺産。
- 小刀根トンネル土木学会、2014年選奨、選奨土木遺産。
- 小刀根トンネル位置図福井県。
- みんなの文化財　第37回　小刀根トンネル敦賀市。